# Ferrocarril en India

Mapa mostrando la red ferroviaria india y tiempo de viaje entre las estaciones principales

El transporte ferroviario en India de larga distancia consiste en operaciones ferroviarias operadas casi siempre por una empresa estatal, la Indian Railways, bajo control del Ministerio Federal del Ferrocarril. La red ferroviaria cubre toda la longitud del país, abarcando una extensión total de 63.140 kilómetros (39.234 millas).
Es la  segunda mayor red ferroviaria del mundo, que mueve más de 5.000 millones de pasajeros y más de 350 millones de toneladas de carga anualmente. Sus operaciones engloban veintiocho estados y tres territorios de la unión además de prestar servicios limitados al Nepal, Bangladés y Pakistán.
Las vías de ferrocarril fueron introducidas en la India en 1853, y en la época de la Independencia de la India en 1947 se contaba ya con cuarenta líneas ferroviarias. En 1951 las líneas fueron nacionalizadas como una unidad -Indian Railways- para formar una de las mayores redes del mundo. Las locomotoras fabricadas en diversos lugares de la India reciben códigos que especifican sus series, potencia y el tipo de operación. Los semáforos  son usados como señales, pero en algunas zonas remotas de operación también son utilizadas las señales mecánicas más primitivas. Las clases de viaje van desde general hasta primera clase AC. Los trenes son clasificados de acuerdo con la velocidad y área de operación. Muchos trenes son oficialmente identificados por un código de cuatro dígitos, aunque muchos son vulgarmente conocidos por nombres exclusivos. El sistema de venta de billetes fue informatizado a gran escala, y los billetes son encontrados tanto en la categoría de reserva como no reservados.

## Diseño

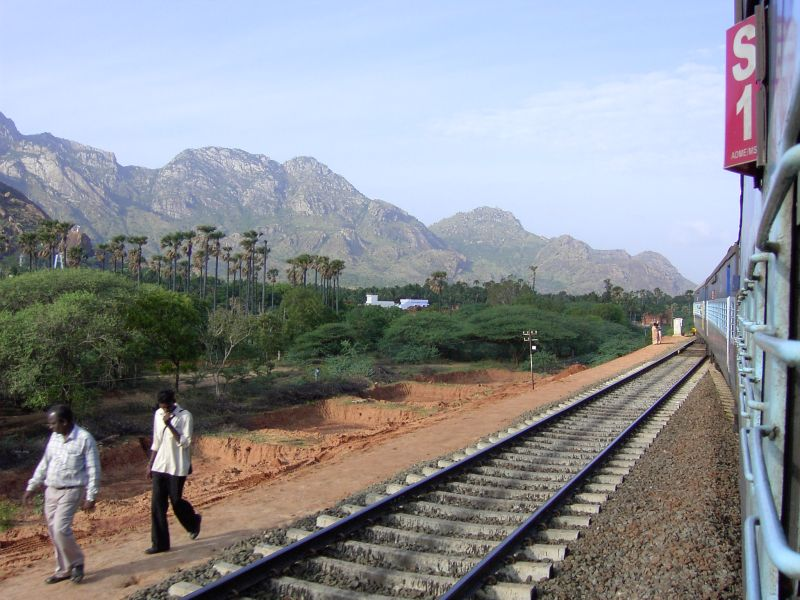
La trocha ancha es la trocha predominantemente usada por la Indian Railway.

La longitud total de vías utilizada por  Indian Railways es de cerca de 108.805 km (67.608 millas), mientras que la longitud total de la red es de 63.465 km (39.435 millas). Cerca del 28% de las rutas y el 40% de las vías están electrificadas. Las secciones de vías son clasificadas de acuerdo con las velocidades entre 75 y 160 km/h (47 y 99 mph). Indian railways usa tres trochas: la trocha ancha (mayor que la patrón de 1435 mm (4 pies y 8 ½ dedos)), la trocha métrica; y la trocha angosta (más angosta que la trocha patrón).
La trocha ancha — 1676 mm (5 pies 6 dedos)— es la trocha más utilizada en la India con 89.771 km (55.781 millas) de recorrido. En algunas regiones con menos tráfico, la trocha métrica — 1000 milímetros (3 pies y 3,7 dedos) — es común. Actualmente está en marcha el proyecto Unigauge que busca la conversión de todas las vías a la trocha ancha. La torcha angosta está presente en algunas pocas rutas, siendo encontrada en terrenos montañosos y en algunas vías de ferrocarril privadas (en función del costo), que son normalmente difíciles de convertir a la trocha ancha. La trocha angosta cubre un total de 3.350 km (2.080 millas). El ferrocarril de Montaña Nilgiri y el ferrocarril Himalayan Darjeeling son dos notables vías de ferrocarril en la colina que usan torcha angosta.
En la mayoría de las líneas las traviesas son de hormigón armado, con hierro fundido, aunque también están en uso en algunas líneas más antiguas con las traviesas de teca. La traviesa de hormigón armado más común, está basada en el diseño RDSO Nº RDSO=T-2496. Las traviesas de metal también fueron ampliamente utilizadas antes de la llegada del hormigón. La Indian Railways divide el país en cuatro zonas, con la intención de monitorizar la variación de temperatura. La mayor variación de temperatura ocurre en Rajastán, donde la diferencia puede ser superior a 70°C (158 °F).

## Locomotoras

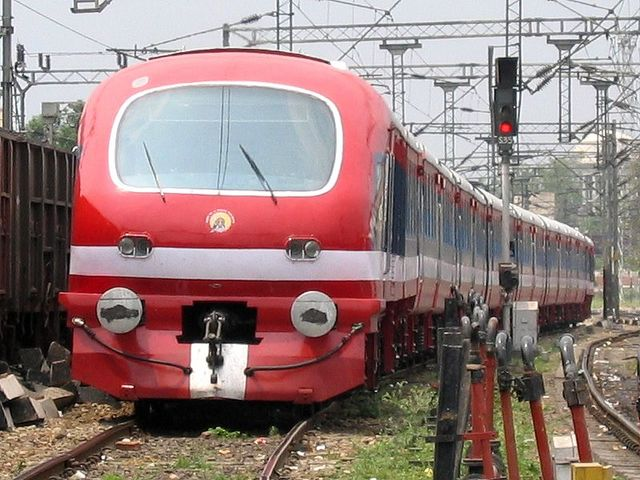
Un tren DMU

La Indian Railways usa un código de identificación especializados para la clasificación de sus locomotoras. El código es normalmente de tres o cuatro letras, seguido de un algoritmo para identificar el modelo (ya sea atribuido en orden cronológico o representando la potencia de la locomotora). Este puede ser seguido por otros códigos para pequeñas variaciones en la base del modelo.
Las tres (o cuatro) letras son, de la izquierda a la derecha, a medida de la serie en que la locomotora opera, el tipo de energía o de combustible para la locomotora, y el tipo de operación en que puede ser usada. La serie está codificado como 'W' para trocha ancha (wide, en inglés), 'Y'(yard, en inglés) para trocha métrica, 'Z' para la trocha angosta de 762 mm y 'N' para la trocha angosta de 610 mm. El código referente al combustible es 'D' para motores diesel, 'A' para trenes eléctricos de corriente alterna (AC), 'C' para trenes eléctricos de corriente continua (DC) y 'CA' para la tracción duple (AC / DC). La letra referente a la operación con carga es la letra 'G', 'P' para trenes apenas tripulados, 'M' para operación mixta (pasajeros y mercancías) y 'S' para operaciones de maniobra. Un número en algún punto del tren indica la potencia del motor. Por ejemplo '4' indicaría una potencia por encima de 4.000 cv (2.980 kW), pero inferior a 5.000 cv (3.730 kW). una letra siguiendo el número es usada para dar una clasificación más exacta. Por ejemplo, 'A' sería un suplemento de 100 hp (75 kW), 'B' 200 cv (150 kW) y así posteriormente. Por ejemplo, un WDM-3D es un tren que utiliza la trocha ancha, a diesel, modo mixto (adecuado tanto para pasajeros como para cargas) y tiene una potencia de 3.400 cv (2,5 MW).
La locomotora  diesel más utilizada es la WDM-2, que comenzó a ser producida en 1962. Esta locomotora de 2.600 cv (1,9 MW) fue concebida desde la locomotora Alco y fabricada por la empresa Diesel Locomotive Works, en Varanasi, y es utilizada como locomotora patrón. Está siendo sustituida por otras más modernas, que tienen potencias hasta 4.000 cv (3 MW).

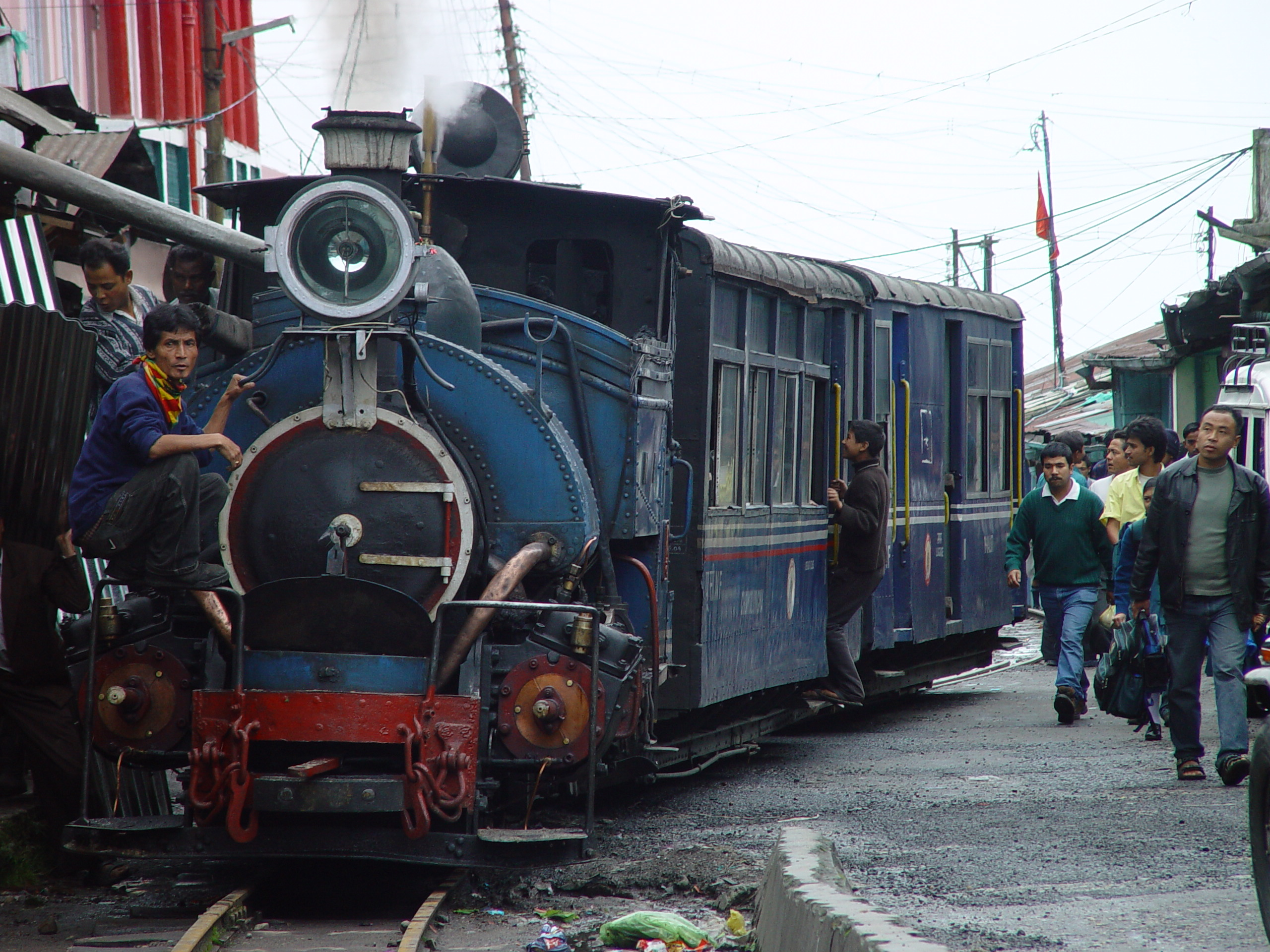
El ferrocarril Darjeeling Himalayan es un Patrimonio Mundial, y una de las pocas máquinas a vapor en la India.

Existe una gran variedad de locomotoras eléctricas en uso, cuyas potencias varían entre 2.800 y 6.350 hp (2,1 a 4,7 MW). Mantiene también diferentes voltajes. La mayoría de las secciones eléctricas del país utilizan la tensión de 25.000 voltios AC, pero algunas de las líneas ferroviarias de Bombay utilizan el sistema más antiguo de 1.500 V DC. Así, Mumbai y sus alrededores son los únicos lugares donde se pueden encontrar locomotoras con voltajes duplex (AC/DC) de la serie WCAM y WCAG. Todas las otras locomotoras eléctricas son fabricadas para corriente AC pertenecientes a la serie WAP, WAG y WAM. Algunos ejemplares eléctricos especializados en la línea Western Railway (oeste) también utilizan sistemas de doble potencia. Existen también algunas locomotoras muy raras movidas con batería, usadas principalmente para maniobras y trabajos en plataforma.
Las únicas locomotoras a vapor también en operación en la India operan en dos líneas (Darjeeling y Ooty) ambas preservadas como Patrimonio de la Humanidad y sobre los trenes turísticos Palace on Wheels (Palacio sobre Ruedas). Existen planes para reconvertir la línea Neral-Matheran a vapor.

## Tracción
Desde marzo de 2007, 17.810 km del total de 63.465 km fueron convertidas a vías electrificadas. La mayoría de las vías utilizan corrientes de 25.000 V AC a través del fortalecimiento de la catenaria suspendida. Una gran excepción es la sección entera de Bombay, que usa 1.500 V DC. Está siendo actualmente rediseñada de 25.000 V, y la conclusión de la obra está prevista para 2008. Otra excepción es el Metro de Calcuta, que usa 750 V DC a través de una tercera vía férrea.
Los voltajes son alternados en dos localidades cerca de Bombay. Los trenes de la Central Railway (central) que pasan por Igatpuri alternan de AC a DC usando un punto neutro que puede ser alternado para ambos lvoltajes mientras que las locomotoras son desacopladas y cambiadas. Los trenes de la Western Railway cambian sus potencias rápidamente, en una sección entre Virar (DC) y Vaitarna (AC), donde el tren continúa con su propio impulso cerca de 30 m a través de una sección de catenária no electrificada llamada de zona muerta. Todos los motores eléctricos y EMU que operan en esta sección son necesariamente equipados con sistema doble AC/DC (clasificado como "WCAM" por la Indian Railways).

## Unidades de producción
Las siguientes locomotoras y vagones son producidos en las siguientes localizaciones de India.
- CLW: La Chittaranjan Locomotive Works en Chittaranjan fabrica locomotoras eléctricas.
- DLW: La Diesel Locomotive Works en Varanasi fabrica locomotoras a diésel.
- ICF: La Integral Coach Factory en Perambur fabrica vagones integrales. Estos son constituidos por un monocasco, y un piso como una pieza integral con un "chasis".
- RCF: La Rail Coach Factory en Kapurthala también fabrica vagones para Indian Railways.
- RWF: La Rail Wheel Factory en Yelahanka produce ruedas y ejes.
- Otros: Algunas locomotoras eléctricas son fabricadas por la BHEL (Bharat Heavy Electricals Limited), y componentes para las locomotoras son fabricados en todo el país.

## Nomenclatura
Los trenes son clasificados en diferentes categorías, que van de acuerdo con el número de paradas a lo largo del recorrido, la prioridad de que ellos gozan en la red, así como la estructura de pasajeros. Cada tren express es identificado por un número de cuatro dígitos el primer dígito indica la zona en que el tren opera, la división de la zona que controla el tren y responsable para su mantenimiento regular y limpieza, ya los últimos dos dígitos son el número serial del tren.
Para trenes Super-rápidos, el primer dígito es siempre '2', el segundo  representa la zona, la tercera la división y el último dígito el número de serie dentro de la división. Los trenes viajando en direcciones opuestas a lo largo de la misma ruta generalmente son rotulados con números consecutivos. No obstante, hace gran variación en el número de trenes y en algunas zonas, tales como en la Central Railway (zona central), en que es utilizado un método menos sistemático para la numeración de los trenes. La mayoría de los trenes express también poseen un nombre exclusivo a ellos asociados, que son generalmente exóticos. Son utilizados nombres de marcos, personas famosas, ríos, etc. Algunos ejemplos notables son:
1. Charminar Express entre Hyderabad y Madrás, nombrado en homenaje al monumento de Charminar en Hyderabad.
2. Ashram Express entre Ahmedabad y Nueva Delhi, en homenaje al Ashram Sabarmati de Mahatma Gandhi.
3. Gitanjali Express entre Bombaim y Howrah CST (Calcuta), homenaje a la famosa obra de Rabindranath Tagore.
4. Parashurama Express entre Mangalore y Thiruvananthapuram, homenaje a Parashurama.
5. Prayag Raj Express entre Prayagraj y Nueva Delhi, homenaje a Prayag, un pequeño local sagrado de peregrinación sagrado y del antiguo nombre de Prayagraj.
6. Lal Bagh Express entre Bangalore y Madrás(Chennai), homenaje a los famosos jardines botánicos de Lal Bagh en Bangalore.
7. Godavari Express entre Hyderabad y Visakhapatnam debido al río Godavari, en el sur de la India.
8. Nilgiri (Blue Mountain) Express entre Madrás y  Coimbatore, nombre debido a los montes Nilgiri.
9. Expresso Purshottam (Nova Deli-Puri) # Expresso Kashi Vishwanath (Nueva Delhi-Varanasi)
10. Expresso de Mangla
11. Expresso de Bagh (Howrah-Kathgodam)
12. Expresso Ala Hazarat (Bareilly-Bhuj)

## Jerarquía de los trenes
Los trenes son clasificados por su velocidad media. Un tren más rápido hace menos paradas que uno más lento y generalmente sirve para viajes de larga distancia.